# Репин, Юрий Ильич
Ю́рий (Гео́ргий) Ильи́ч Ре́пин (29 марта [10 апреля] 1877, Чугуев, Харьковская губерния, Российская империя — 9 августа 1954, Хельсинки, Финляндия) — русский живописец, член Товарищества передвижных художественных выставок, сын Ильи Репина от его первого брака с Верой Алексеевной Шевцовой (1854—1918).

## Биография
Третий ребёнок в семье Ильи Репина и Веры Алексеевны Шевцовой. Родился в Чугуеве в родительском доме художника после его возвращения из длительной поездки за границу. При крещении ребёнку дали греческое имя — Георгий.
После развода родителей в 1887 году Юрий и его младшая сестра Татьяна остались жить с матерью, старшие дочери И. Е. Репина переехали к отцу.
Первоначальное художественное образование получил в рисовальной школе княгини М. К. Тенишевой, где его отец преподавал живопись и рисунок. В 1899 году поступил вольнослушателем в Императорскую Академию художеств. Занимался в мастерской отца, затем — у П. О. Ковалевского, а с 1903 года — в мастерской академика Д. Н. Кардовского.
В 1903 окончил Высшие педагогические курсы при Академии художеств, обучался в классе батальной живописи Ф. А. Рубо. В 1905 году, женившись на Прасковье Андреевне Андреевой (1883—1929), бросил учёбу, не получив звания классного художника. В 1906 году в семье родился сын Гай, в марте 1907 второй сын — Дий.
С 1907 года жил рядом с отцом в посёлке Куоккала, где Наталья Нордман-Северова, гражданская жена Ильи Репина, выделила Юрию и его семье участок, на котором был построен дом с мастерской, названный им из-за архитектурного сходства «Вигвамом».
В 1914 году открыл в Куоккале частную рисовальную школу для детей.
В Петербурге Юрий был чем-то вроде юродивого времён Василия Блаженного. Он появлялся в Академии «в рубище блудного сына и в опорках ночлежника на босую ногу» и, хотя ученики относились к нему с почтением и старались не замечать его нищенский убор, производил «жалкое, даже трагическое впечатление».
После выхода в апреле 1918 года частей шюцкора к бывшей таможенной границе Великого княжества Финляндского и последовавшего за этим закрытия границы между Финляндией и Российской Советской Республикой вместе со всей семьёй Репиных испытывал сильную нужду, практически находясь на иждивении отца.
В ноябре 1925 года Ю. И. Репин получил у финских властей «паспорт Лиги Наций», дававший возможность выезда за границу. Посетившая летом 1926 года И. Е. Репина делегация советских деятелей культуры, в которую входили художники-основатели АХРР: Исаак Бродский, Евгений Кацман, Павел Радимов и Александр Григорьев, пригласила Ю. И. Репина приехать в СССР. Состоявшаяся осенью 1926 года поездка Ю. И. Репина в Ленинград была разрекламирована в газетах; художник получает заказ на написание картины «Конец самодержавия».
Испытав сильное потрясение после смерти жены (1929), отца (1930) и сестры Нади (1931), вёл замкнутый, религиозный образ жизни, у него появилась склонность к мистицизму, основной темой его произведений становится тема страстей Голгофы.
В феврале 1935 года при нелегальном пересечении границы СССР пропал без вести ставший моряком и вернувшийся в Куоккалу после десяти лет плавания на судах нескольких судоходных кампаний сын Юрия Репина Дий. Пытаясь узнать о судьбе сына, Репин пишет письма директору Государственного литературного музея В. И. Бонч-Бруевичу, а затем и самому И. В. Сталину. Как стало впоследствии известно из дела Архива УФСБ по Санкт-Петербургу и Ленинградской области, Дий (Дмитрий Юрьевич Репин) был арестован при нелегальном пересечении границы СССР и приговорен к расстрелу 10 июня 1935 года военным трибуналом Ленинградского военного округа по статьям 58-8 и 84 УК РСФСР. Дию Репину вменялась в вину «попытка организации покушения на высших руководителей партии и государства». По мнению следователей НКВД СССР, он состоял членом сразу двух антисоветских организаций: в куоккальском отделении Братства Русской Правды и в Русском общевоинском союзе. Настоящие причины перехода Дием Репиным советской границы остались неизвестны.
В ноябре 1939 года в ходе массовой эвакуации населения перед началом советско-финской войны Ю. И. Репин с сестрой Верой был вывезен финскими властями в деревню Леванто общины Мянтсяля к северу от Хельсинки.
После Второй мировой войны жил в Хельсинки. Продолжал заниматься живописью, использовал фанеру и картон. Писал иконы для православных храмов Финляндии, портреты на заказ. Не имел постоянного пристанища, бродяжничал. Известно, что ещё при жизни старшей сестры Веры Ильиничны Ю. И. Репин жил в ночлежных домах.
9 августа 1954 года покончил с собой, выбросившись из окна четвертого этажа дома Армии спасения в Хельсинки.
Похоронен рядом со старшей сестрой Верой Ильиничной на православном кладбище Хельсинки в районе Лапинлахти.

## Творчество
Работал в манере импрессионизма. Будучи помощником в мастерской И. Е. Репина, находился под сильным влиянием отца. Писал исторические картины, портреты и пейзажи. Создал много картин на евангельские темы.
В 1910 за картину «Великий вождь (Петр I перед Полтавской баталией)» получил юбилейную премию имени принцессы Евгении Ольденбургской и II золотую медаль Мюнхенского сецессиона.
В 1914 году за картину «Тюренчен. В славной смерти вечная жизнь», заказанную в 1912 году шефом 11-го Восточно-Сибирского стрелкового полка, императрицей-матерью Марией Фёдоровной — вторую премию Общества поощрения художеств, в 1915 — премию по исторической живописи на конкурсе имени А. И. Куинджи.
В 1911—1912 годах участвовал в работе Всероссийского съезда художников. Экспонировал свои произведения на выставках Мюнхенского сецессиона (1910), на выставках Товарищества независимых художников (1911, 1913), Товарищества передвижных художественных выставок (1914—1918).
Участвовал в выставках русских художников в Берлине (1930), Амстердаме (1930), Париже (d’Alignan, 1931). В 1933 году стал членом вновь образованного Общества русских художников в Финляндии.